# Étienne Bally
Pour les articles homonymes, voir Bally.

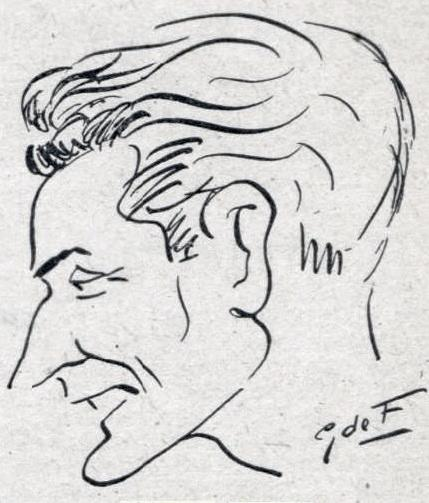
Étienne Bally, en juillet 1947 (G. de F.).

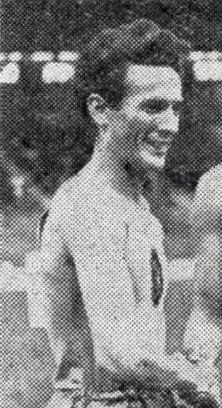
Étienne Bailly en septembre 1947.

Étienne Marcel Bally, né le 17 avril 1923 à Vénissieux et mort le 10 janvier 2018 à Saint-Fons, est un athlète français spécialiste du sprint.

## Carrière
Étienne Bally remporte six titres de champion de France d'athlétisme en plein air : deux sur 100 mètres en 1947 et 1950 et quatre sur 200 mètres en 1946, 1947, 1950 et 1952. 
Il améliore par ailleurs les records de France du 100 m en 1947 (10 s 5), du 200 m (21 s 6 en 1947 puis 21 s 3 en 1949) et du relais 4 × 100 mètres (41 s 0 en 1950 puis 40 s 8 en 1952) lors des Jeux olympiques d'été de 1952 où il participe aux épreuves de 100, 200 et 4 × 100 mètres ; il avait également participé aux Jeux olympiques d'été de 1948 uniquement sur 200 mètres.
Sélectionné 28 fois en équipe de France d'athlétisme, il en fut le capitaine de 1951 à 1952 ; il obtient ses meilleurs résultats internationaux lors des Championnats d'Europe de 1950 en remportant notamment l'épreuve du 100 mètres (10 s 7) et en s'adjugeant les médailles d'argent du 200 mètres et du relais 4 × 100 m.
Il obtient le grand prix de la presse sportive en 1950.
Il meurt le 10 janvier 2018, à l'âge de 94 ans, à Vénissieux.

## Palmarès
| Date | Compétition           | Lieu      | Place | Épreuve   |
| ---- | --------------------- | --------- | ----- | --------- |
| 1946 | Championnats d'Europe | Oslo      | 4e    | 100 m     |
| 1950 | Championnats d'Europe | Bruxelles | 1er   | 100 m     |
| 1950 | Championnats d'Europe | Bruxelles | 2e    | 200 m     |
| 1950 | Championnats d'Europe | Bruxelles | 2e    | 4 × 100 m |

## Distinction
- Grand Prix de la Presse Sportive 1950.